# Maud of Huntingdon
Maud of Huntingdon (* wohl 1071/74; † zwischen 30. April 1130 und 22. April 1131) war eine bedeutende englische Erbin, aus eigenem Recht Countess of Huntingdon, sowie Royal Consort des schottischen Königs David I.

## Leben
Maud war die Tochter des 1076 hingerichteten Waltheof II., Earl of Northumbria, und der Judith von Lens, einer Nichte Wilhelm des Eroberers. Ihr Vater war der letzte der bedeutenden angelsächsischen Earls, die nach der normannischen Eroberung Englands 1066 im Amt blieben; er war der Sohn von Siward, Earl of Northumbria, und ein leiblicher Vetter des schottischen Königs Malcolm III.
Zwischen 1087 und 1090 heiratete sie Simon I. de Senlis († 1111/13). Er wurde nach der Hochzeit zum Earl of Huntingdon und Earl of Northampton ernannt, vermutlich nicht de iure uxoris, da das Amt seines 1076 hingerichteten Schwiegervaters durch dessen Aufstand gegen Wilhelm den Eroberer verwirkt gewesen sein muss, sondern aufgrund einer neuen Ernennung, so dass er danach Amtsinhaber aus eigenem Recht war. Eine Urkunde zugunsten der Bath Abbey aus dem Jahr 1090 unterzeichnete er mit „Earl Simon“.
Wohl 1113 heiratete sie David von Schottland († 1153); sie muss zu dieser Zeit fast 40 Jahre alt und mindestens 10 Jahre älter gewesen sein als er. Dank ihr gelangte David in den Besitz riesiger Güter, die als „Honour of Huntingdon“ bezeichnet werden. Sie umfassten Land von South Yorkshire bis Middlesex, wovon die überwiegende Mehrheit in den Countys Bedfordshire, Cambridgeshire, Huntingdonshire und Northamptonshire lag. 1124 wurde David König von Schottland.
Die „Honour of Huntingdon“ hätte an Mauds Sohn Simon II. de Senlis gehen sollen, doch er war beim Tod seines Vaters noch minderjährig. Der Earlstitel und die „Honour of Huntingdon“ wurde somit dem zukünftigen König von Schottland anvertraut. Auch nachdem Simon II. volljährig geworden war und auch nach dem Tod seiner Mutter konnte er sein Erbe nicht antreten, weil David es unter seiner Kontrolle behielt. Simons Ansprüche wurden auch weiterhin nicht berücksichtigt: Stephan von Blois, König von England seit 1135, anerkannte in den Verträgen von Durham von 1136 und 1139 sogar seinen Halbbruder Heinrich von Schottland, den Sohn Davids und Mauds, als Nachfolger in den Earldoms. Erst im Sommer 1141, als die diplomatischen Beziehungen mit Schottland unterbrochen wurden, nahm er einen Teil seines Nachlasses als Earl of Northampton in Besitz.

## Nachkommen
Aus ihrer ersten Ehe mit Simon I. de Senlis sind drei Kinder bekannt:
- Matilde (Maud) de Senlis († wohl 1157/63), ⚭ (1) wohl 1112 Robert Fitz Richard aus der Familie Clare; ⚭ (2) Saer de Quincy († wohl 1156/58)
- Simon II. de Senlis († 1153), Earl of Huntingdon, Earl of Northampton
- Waltheof († 1159), Abt von Melrose

Aus ihrer zweiten Ehe mit David I. von Schottland hatte sie folgende Kinder:
- Malcolm (* wohl 1114, † wohl 1116/17)
- Heinrich (* wohl 1115, † 1152), Earl of Northumberland, Earl of Huntingdon
- Claricia († jung)
- Hodierna († jung)

Maud starb 1130/31, laut John Fordun wurde sie in Scone Abbey bestattet.